# Gifford (Washington)
Gifford az Amerikai Egyesült Államok északnyugati részén, Washington állam Stevens megyéjében elhelyezkedő önkormányzat nélküli település.
Gifford postahivatala ma is működik. A település nevét az itt 1890-ben letelepedő James O. Giffordról kapta.

## Éghajlat
A térségben a nagyobb mértékű hőmérséklet-ingadozás a jellemző; a nyarak melegek vagy forróak (és gyakran csapadékosak), a telek pedig hűvösek (néha kifejezetten hidegek). A város éghajlata nedves kontinentális (a Köppen-skála szerint Dfb).
| Hónap                         | Jan.  | Feb.  | Már.  | Ápr.  | Máj. | Jún. | Júl. | Aug. | Szep. | Okt.  | Nov.  | Dec.  | Év    |
| ----------------------------- | ----- | ----- | ----- | ----- | ---- | ---- | ---- | ---- | ----- | ----- | ----- | ----- | ----- |
| Rekord max. hőmérséklet (°C)  | 13,9  | 16,7  | 26,1  | 32,8  | 37,8 | 42,2 | 41,7 | 43,3 | 40,0  | 33,3  | 20,6  | 20,0  | 43,3  |
| Átlagos max. hőmérséklet (°C) | 1,1   | 5,0   | 10,6  | 15,6  | 20,6 | 24,4 | 29,4 | 30,0 | 24,4  | 15,0  | 5,0   | 0,0   | 15,1  |
| Átlagos min. hőmérséklet (°C) | −6,7  | −6,1  | −2,8  | 0,0   | 3,9  | 7,2  | 8,9  | 7,8  | 3,3   | −1,1  | −3,3  | −7,8  | 0,3   |
| Rekord min. hőmérséklet (°C)  | −38,9 | −38,9 | −28,9 | −11,1 | −8,9 | −3,3 | −3,9 | −1,7 | −11,1 | −16,7 | −28,3 | −36,1 | −38,9 |
| Átl. csapadékmennyiség (mm)   | 56    | 45    | 53    | 42    | 50   | 45   | 27   | 20   | 21    | 30    | 71    | 65    | 525   |
| Forrás: The Weather Channel   |       |       |       |       |      |      |      |      |       |       |       |       |       |

## Fordítás
Ez a szócikk részben vagy egészben  a   Gifford, Washington című angol Wikipédia-szócikk ezen változatának fordításán alapul.  Az eredeti cikk szerkesztőit annak laptörténete sorolja fel. Ez a jelzés csupán a megfogalmazás eredetét és a szerzői jogokat jelzi, nem szolgál a cikkben szereplő információk forrásmegjelöléseként.